# Gonting Mahe
Gonting Mahe is een bestuurslaag in het regentschap Tapanuli Tengah van de provincie Noord-Sumatra, Indonesië. Gonting Mahe telt 1642 inwoners (volkstelling 2010).